# 服务发现
服务发现（Service discovery）是自动检测一个计算机网络内的设备及其提供的服务。服务发现议定(service discovery protocol)帮助发现服务的网络传输协议。服务发现的目的在于为用户自行配置而减负。
服务发现通常需要一个共同的语言, 帮助用户通过软件代理器（software agents）调用另一个服务, 而不需要用户自行调用.

## 协议
以下是一些服务发现协议：
- 蓝牙服务发现（Bluetooth Service Discovery Protocol）
- DNS 服务发现，是零配置网络（Zero Configuration Networking）的一个组件。
- 动态主机设置协议（DHCP）
- Jini (Java Intelligent Network Infrastructure)  用于查找Java对象
- 链路层发现协议（Link Layer Discovery Protocol）
- 组播源发现协议（Multicast Source Discovery Protocol）
- 服务定位协议（Service Location Protocol）
- 会话通告协议（Session Announcement Protocol）
- 简单服务发现协议（Simple Service Discovery Protocol）
- 网络代理自动发现协议（Web Proxy Auto-Discovery Protocol）
- Web服务动态发现（Web Services Dynamic Discovery）
- 可扩展消息与存在协议（Extensible Messaging and Presence Protocol）